# Libanon az olimpiai játékokon
Libanon az olimpiai játékokon 1948-ban vett részt először, és azóta majdnem minden játékokon képviseltette magát, kivéve az 1956-os nyári játékokat, mikor az Anglia és Franciaország között zajló szuezi válság miatt elutasították a részvételt, valamint az 1994-es és 1998-as téli játékokat.
Libanon sportolói összesen négy olimpiai érmet szereztek; hármat kötöttfogású birkózásban és egyet súlyemelésben.
A Libanoni Olimpiai Bizottságot 1947-ben alapították, és a NOB 1948-ban vette fel tagjai közé.

## Érmesek
| Érem  | Név               | Olimpia        | Sport      | Versenyszám                         |
| ----- | ----------------- | -------------- | ---------- | ----------------------------------- |
| Ezüst | Zakaria Chibab    | 1952. Helsinki | Birkózás   | Férfi kötöttfogású harmatsúly       |
| Bronz | Khalil Taha       | 1952. Helsinki | Birkózás   | Férfi kötöttfogású váltósúly        |
| Ezüst | Mohamed Tarabulsi | 1972. München  | Súlyemelés | Férfi középsúly                     |
| Bronz | Hassan Bchara     | 1980. Moszkva  | Birkózás   | Férfi kötöttfogású szuper nehézsúly |

## Éremtáblázatok

### Érmek a nyári olimpiai játékokon
| Olimpia              | Arany          | Ezüst          | Bronz          | Összesen       |
| 1948, London         | 0              | 0              | 0              | 0              |
| 1952, Helsinki       | 0              | 1              | 1              | 2              |
| 1956, Melbourne      | nem vett részt | nem vett részt | nem vett részt | nem vett részt |
| 1960, Róma           | 0              | 0              | 0              | 0              |
| 1964, Tokió          | 0              | 0              | 0              | 0              |
| 1968, Mexikóváros    | 0              | 0              | 0              | 0              |
| 1972, München        | 0              | 1              | 0              | 1              |
| 1976, Montréal       | 0              | 0              | 0              | 0              |
| 1980, Moszkva        | 0              | 0              | 1              | 1              |
| 1984, Los Angeles    | 0              | 0              | 0              | 0              |
| 1988, Szöul          | 0              | 0              | 0              | 0              |
| 1992, Barcelona      | 0              | 0              | 0              | 0              |
| 1996, Atlanta        | 0              | 0              | 0              | 0              |
| 2000, Sydney         | 0              | 0              | 0              | 0              |
| 2004, Athén          | 0              | 0              | 0              | 0              |
| 2008, Peking         | 0              | 0              | 0              | 0              |
| 2012, London         | 0              | 0              | 0              | 0              |
| 2016, Rio de Janeiro | 0              | 0              | 0              | 0              |
| 2020, Tokió          | 0              | 0              | 0              | 0              |
| 2024, Párizs         | 0              | 0              | 0              | 0              |
| Összesen             | 0              | 2              | 2              | 4              |

## Érmek sportáganként

### Érmek a nyári olimpiai játékokon sportáganként
| Libanon érmei a nyári olimpiai játékokon sportáganként | Libanon érmei a nyári olimpiai játékokon sportáganként | Libanon érmei a nyári olimpiai játékokon sportáganként | Libanon érmei a nyári olimpiai játékokon sportáganként | Az olimpiai zászlaja |

| Sportág    | Arany | Ezüst | Bronz | Összesen |
| ---------- | ----- | ----- | ----- | -------- |
| Birkózás   | 0     | 1     | 2     | 3        |
| Súlyemelés | 0     | 1     | 0     | 1        |
| Összesen   | 0     | 2     | 2     | 4        |